# قائمة الكنائس والأديرة القبطية في مصر

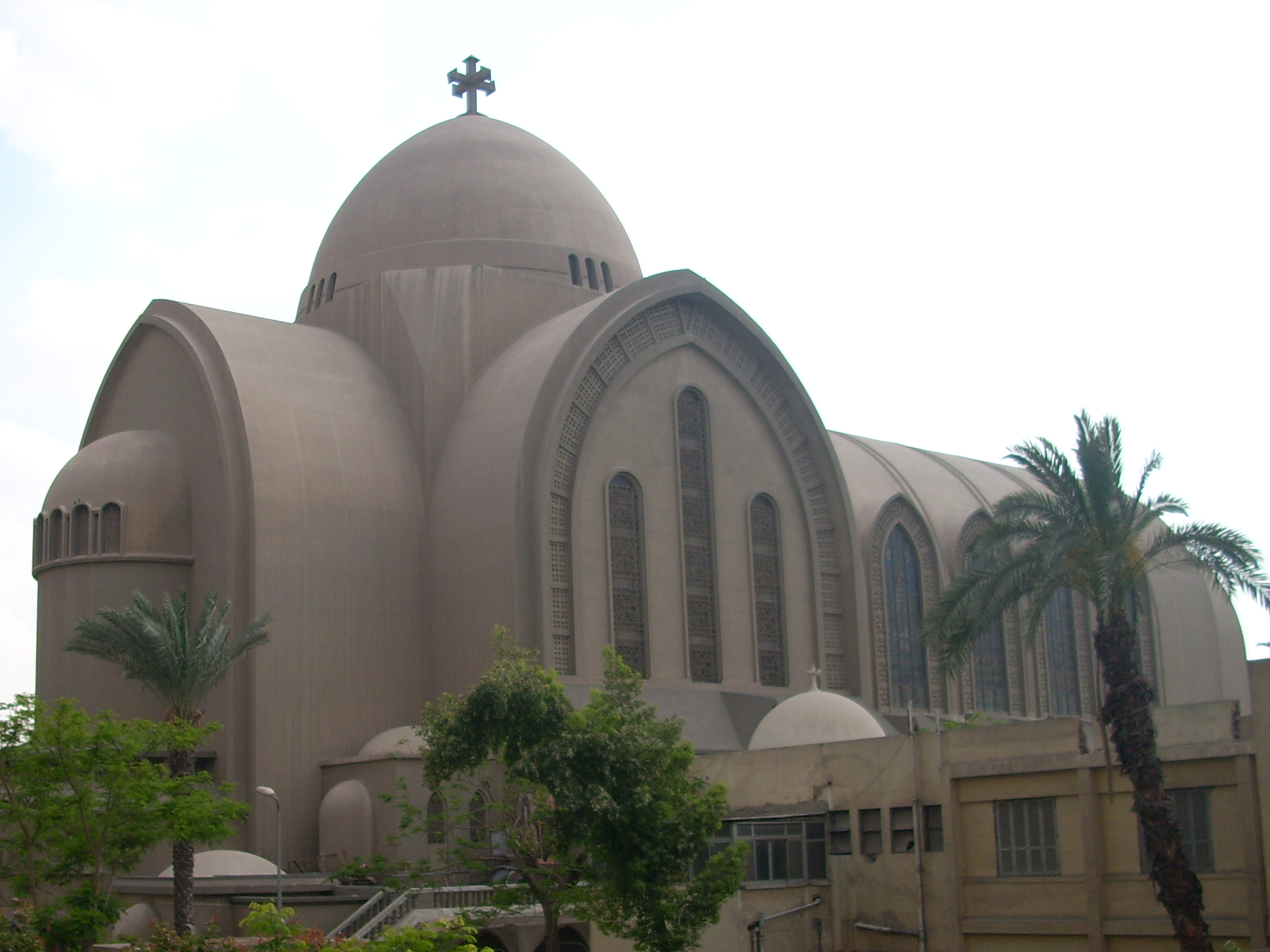
كاتدرائية القديس مرقس القبطية الأرثوذكسية، هي ثاني أكبر كاتدرائية من أي طائفة في أفريقيا والشرق الأوسط.

كنيسة القبطية الأرثوذكسية في الإسكندرية هي الاسم الرسمي لأكبر كنيسة مسيحية في مصر. تنتمي كنيسة إلى عائلة الكنائس الأرثوذكسية الشرقية منذ مجمع خلقيدونية عام 451م. أسس هذه كنيسة الرسول والإنجيلي القديس مرقس في القرن الأول. رئيس كنيسة هو بابا كنيسة القبطية الأرثوذكسية.
فيما يلي قائمة جزئية للكنائس القبطية الأرثوذكسية في مصر. ويبلغ عددها 2000 كنيسة.
ملحوظة: يوجد في هذة القائمة 372 كنيسة وكاتدرائية فقط.

## كنائسالإسكندرية
- كاتدرائية القديس مارك القبطية الأرثوذكسية (رامليه، الإسكندرية)
- كنيسة سانت ماري و سانت جورج القبطية الأرثوذكسية (الإسكندرية)
- كنيسة القبطية الأرثوذكسية (الإسكندرية)
- كنيسة القديسة سامويل و سانت إبراهيم القبطية الأرثوذكسية (ألكسندرية)
- كنيسة الأرثوذكسية القديسة القبطية (الإسكندرية)
- كنيسة القديسة داميانا القبطية الأرثوذكسية (أريف بي)
- كنيسة القديسة جورج القبطية الأرثوذكسية (أنهار)
- كنيسة الأرثوذكسية القديسة جورج (ماتاكي، باكو)
- كنيسة القديسة كيريل الأول القبطية الأرثوذكسية (كليوباترا)
- كنيسة القديسة مريم القبطية الأرثوذكسية (فاواكيه)
- كنيسة القديسة مناس القبطية الأرثوذكسية (هوريا، فليمنج)
- كنيسة القديسة مريم والقديس يوحنا الأرثوذكسية القبطية المحبوبة (جياناكليس)
- كنيسة القديسة جورج القبطية الأرثوذكسية (جياناكليس)
- كنيسة القديسة ميركوريوس القبطية الأرثوذكسية (هادرا)
- كنيسة الأرثوذكسية القديسة ميركوريوس القبطية (هيلميا)
- كنيسة الأرثوذكسية القديسة تكل القبطية (إبراهيميا الإسكندرية)
- كنيسة القديسة جورج القبطية الأرثوذكسية (ماكس)
- كنيسة القديسة شينودا القبطية الأرثوذكسية (ماكس)
- كنيسة القديسة جورج القبطية الأرثوذكسية ((ماندار)
- كنيسة القديسة مناس القبطية الأرثوذكسية ((ماندار)
- كنيسة قصر أركاديوس الأرثوذكسية القبطية (ماريوت)
- كنيسة القديسة مناس القبطية الأرثوذكسية (ماريوت)
- كنيسة القديسة جورج و سانت أنطونية القبطية الأرثوذكسية  (موهرام بيك)
- كنيسة القديسة مريم القبطية الأرثوذكسية  (موهرام بيك)
- كنيسة الأرثوذكسية القديسة جورج (أبو قير مونتازا)
- كنيسة القديسة مريم القبطية الأرثوذكسية (أصفرة، مونتازا)
- كنيسة الأرثوذكسية القديسة جورج (ساقف، مونتازا)
- كنيسة الأرثوذكسية القبطانية القديسة مارك و سانت بيتر الشهيد (سدي بشر مونتازا)
- كنيسة القديسة مريم و القديس يوسف القبطية الأرثوذكسية (سيموها)
- الملائكة المقدسة مايكل كنيسة الأرثوذكسية القبطية (شغرات الدور)
- كنيسة الأرثوذكسية القديسة جورج القبطية (كانال السويز، شاتبي)
- كنيسة الأرثوذكسية القديسة ثيودور القبطية (كانال السويز، شاتبي)
- كنيسة الأرثوذكسية القديسة جورج (سبورتينغ)
- القديس بطرس الشهيد كنيسة الأرثوذكسية القبطية (بروكيزيون) (تدمرت)
- كنيسة القديسة ثيودور القبطية الأرثوذكسية (بروكيان) (تدمرت)
- رئيس الملائكة رافائيل كنيسة الأرثوذكسية القبطية (جزيرة فاروس) (تدمرت)
- كنيسة القديس فاوستوس  [لغات أخرى]‏ القبطية الأرثوذكسية (جزيرة فاروس) (تدمرت)
- كنيسة القديسة صوفيا القبطية الأرثوذكسية (جزيرة فاروس) (تدمرت)
- كنيسة الأرثوذكسية القبطية (تدمرت في القرن السابع)
- الكاتدرائية الكاثدوليكية القبطية (تدمرت في القرن السابع)
- كنيسة الأرثوذكسية القديسة أثاناسيوس القبطية (تدمرت في القرن السابع)
- كنيسة القديسة كورش و القديس يوحنا القبطية الأرثوذكسية (أبو قير) (تدمرت في القرن السابع)
- كنيسة القبطية الأرثوذكسية العذراء مريم (تدمرت في القرن السابع)
- كنيسة القبطية الأرثوذكسية القديس يوحنا المعمدان (عمود بومبيو) (تدمرت في القرن العاشر)

## كنائسالقاهرة القبطية
- كنيسة المعلقة (القاهرة القبطية)
- كنيسة السيدة العذراء / بابل الدرج (القاهرة القبطية)
- كنيسة القديس مينا القبطية الأرثوذكسية (القاهرة القبطية)
- كنيسة القديسة بربارة القبطية الأرثوذكسية (القاهرة القبطية)
- كنيسة القديس مرقوريوس القبطية الأرثوذكسية (القاهرة القبطية)
- كنيسة القديسين سرجيوس وباخوس (القاهرة القبطية)
- كنيسة القديس جورج (القاهرة القبطية)

## أبرشياتالقاهرةوالجيزة
- كاتدرائية القديس مارك القبطية الأرثوذكسية (العباسية)
- كاتدرائية القديس مارك القبطية الأرثوذكسية (الأزبكية)
- الكاتدرائية الكاثدوليكية القبطية العذراء مريم (زيتون)
- كاتدرائية القديسة مريم القبطية الأرثوذكسية (عزبة النخل)
- كنيسة القبطية الأرثوذكسية (العباسية)
- كنيسة القديسة مريم القبطية الأرثوذكسية (العباسية)
- كنيسة سانت ماري، سانت بيشوي، و سانت ريفايس الكاثولوجية القبطية (العباسية)
- كنيسة القديسة ستيفن القبطية الأرثوذكسية (الأزبكية)
- كنيسة الأرثوذكسية القبطية (الأزبكية)
- كنيسة الأرثوذكسية القديسة جورج القبطية (القلالي، الأزبكية)
- كنيسة القديسة مريم القبطية الأرثوذكسية (الوزير علا الدين، الأزبكية)
- كنيسة الأرثوذكسية القبطية (حارات السكائن،  (عبدين)
- كنيسة سانت ماري و كنيسة القبطية الأرثوذكسية (أحمد إسمايت)
- كنيسة سانت ماري و سانت إبراهيم القبطية الأرثوذكسية  (عين شمس)
- كنيسة سانت ماري، سانت جون و سانت بول كوبتية أرتدوكسية  (عين شمس)
- كنيسة القديسة جورج القبطية الأرثوذكسية  (عين شمس)
- كنيسة القديسة مريم و الملائكة المقدسة مايكل كنيسة الأرثوذكسية القبطية (الآباسيري،  (عين شمس)
- كنيسة القديسة مريم القبطية الأرثوذكسية (ديرياس،  (عين شمس)
- الملائكة المبارزة مايكل كنيسة الأرثوذكسية القبطية (الخانقة،  (عين شمس)
- كنيسة الأرثوذكسية القبطانية القديسة أنطونية و القديسة بولا (الخانقة،  (عين شمس)
- كنيسة الأرثوذكسية القديسة مريم القبطية (الخانقة،  (عين شمس)
- كنيسة القديسة غوارجيوس و القديس أنتونيوس القبطية الأرثوذكسية (النوزا)
- كنيسة القديسة مريم القبطية الأرثوذكسية (النوزة الجديدة)
- كنيسة القديسة جورج القبطية الأرثوذكسية (ألتيبيين)
- كنيسة القديسة مريم القبطية الأرثوذكسية (أرض إل غولف)
- كنيسة سانت بولا القبطية الأرثوذكسية (أرض إل غولف)
- كنيسة سانت ماري و سانت بيشوي القبطية الأرثوذكسية (شارع الجيش، العتبة)
- كنيسة الأرثوذكسية القديسة جورج القبطية (سيكات الدحير، باب الشعرية)
- كنيسة الأرثوذكسية القديسة ديميانة القبطية (إل أداويا، بولاق)
- كنيسة الأرثوذكسية القبطية (القاهرة)
- القديسة مريم ورئيس الملائكة مايكل كنيسة الأرثوذكسية القبطية (القاهرة)
- كنيسة القديسة موريس و القديسة فيرينا القبطية الأرثوذكسية (القاهرة)
- كنيسة القديسة مريم القبطية الأرثوذكسية [2] (فاغالا)
- كنيسة القديسة جورج و القديسة بشنوونا القبطية الأرثوذكسية (من الكاليه)
- القديسة مينا العاجي كنيسة الأرثوذكسية القبطية (من الكاليغ)
- كنيسة القديسة أنطونية القبطية الأرثوذكسية (الجيزة)
- كنيسة القديسة مارك (الجيزة)
- كنيسة الأرثوذكسية القديسة جورج (أوجوزا)
- كنيسة الأرثوذكسية القديسة جورج (الحرام الجيزة)
- كنيسة الأرثوذكسية القديسة جورج (اتفي، الجيزة)
- كنيسة الأرثوذكسية القديسة محمديل القبطية (الحمامديا، الجيزة)
- كنيسة القديسة مريم القبطية الأرثوذكسية (إمبابا الجيزة)
- كنيسة سانت مينا القبطية الأرثوذكسية (إمبابا الجيزة)
- كنيسة الكوسماسية القديسة و كنيسة الأرثوذكسية القديمة القديمة (المنيل الجيزة، الجيزة)
- العذراء مريم و الملائكة المقدسة مايكل كنيسة الأرثوذكسية القبطية (وارق الحضر، الجيزة)
- كنيسة القديسة مريم القبطية الأرثوذكسية/هاريت إيلروم (إلغوريا، القاهرة)
- العذراء مريم كنيسة الأرثوذكسية القبطية (هاريت زويلا)
- كنيسة سانت ماري و سانت جورج القبطية الأرثوذكسية (هاريت زويلا)
- كنيسة القديسة أنطونيوس القبطية الأرثوذكسية (حلوان)
- كنيسة القديسة جورج القبطية الأرثوذكسية (حلوان)
- كنيسة القديسة مريم القبطية الأرثوذكسية (حلوان)
- كنيسة سانت مينا القبطية الأرثوذكسية (حلوان)
- الملائكة المقدسة مايكل كنيسة الأرثوذكسية القبطية (حلوان)
- القديس بارصوم كنيسة القبطية الأرثوذكسية العارية (ماسارا، حلوان)
- كنيسة القديسة مارك القبطية الأرثوذكسية (15 مايو مدينة حلوان)
- كنيسة الأرثوذكسية القديسة جورج (هادايك حلوان)
- كنيسة الأرثوذكسية القبطية (المعصرة، حلوان)
- كنيسة الأرثوذكسية القديسة ديميانة القبطية (إل مازارا، حلوان)
- كنيسة القديسة جورج القبطية الأرثوذكسية (الحرافيين)
- كنيسة القديسة مريم وأبو سيفين القبطية الأرثوذكسية (الحرافيين)
- كنيسة سانت ماري و سانت شينودا القبطية الأرثوذكسية (أرض البراكة، الهرافيين)
- كنيسة القديسة مريم وأبو سيفين القبطية الأرثوذكسية (عزبة النخل، الحرفيين)
- كنيسة القديسة جورج القبطية الأرثوذكسية (الألف ماسكين)
- كنيسة القديس مينة القبطية الأرثوذكسية (ألف ماسكين)
- كنيسة القديسة جورج القبطية الأرثوذكسية (المازا)
- كنيسة القديسة جورج القبطية الأرثوذكسية (هليوبوليس)
- كنيسة القديسة جورج و سانت إبراهيم القبطية الأرثوذكسية (هليوبوليس)
- كنيسة الأرثوذكسية القديسة مارك (كليوباترا)
- الملائكة المقدسة مايكل كنيسة الأرثوذكسية القبطية (شيراتون، هليوبوليس)
- كنيسة القديسة مناس القبطية الأرثوذكسية
- كنيسة القديسة مريم القبطية الأرثوذكسية (مدينة الجاردن، كازر النيل)
- كنيسة القديسة جورج القبطية الأرثوذكسية (إل كولالي)
- كنيسة القديسة مريم القبطية الأرثوذكسية (إل كوسايارين)
- كنيسة القديسة مريم القبطية الأرثوذكسية (مدينت نصر أميريا)
- كنيسة القديسة مريم و القديس أثاناسيوس القبطية الأرثوذكسية (مدينت نصر)
- رئيس الملائكة رافائيل كنيسة الأرثوذكسية القبطية (المعادي)
- كنيسة القديسة ماركوس القبطية الأرثوذكسية (المعادي)
- كنيسة القديسة مريم القبطية الأرثوذكسية (المعادي)
- كنيسة القديسة  (تورا) القبطية الأرثوذكسية (تورة، مادي)
- كنيسة سانت ماري و سانت مينة القبطية الأرثوذكسية (مادينت السلام)
- كنيسة سانت ماري و سانت شينودا القبطية الأرثوذكسية (مادينت السلام)
- كنيسة القديسة مريم القبطية الأرثوذكسية (عزبة النخل)
- كنيسة القبطية الأرثوذكسية (المطارية)
- كنيسة القديسة داميانا القبطية الأرثوذكسية (المطارية)
- كنيسة الأرثوذكسية القديسة جورج القبطية (مدينات النوت، المطارية)
- كنيسة الأرثوذكسية القديسة جورج القبطية (مانشيات التحرير، المطارية)
- كنيسة الأرثوذكسية القديسة جورج القبطية (المسكين الشعبيّة، المطارية)
- كنيسة القديسة مريم القبطية الأرثوذكسية (المطارية)
- كنيسة القديسة مريم القبطية الأرثوذكسية (المقعد، المطارية)
- كنيسة الأرثوذكسية القديسة مريم القبطية (ميدان التحرير، المطارية)
- كنيسة الأرثوذكسية القديسة مارك (زابالين)
- كنيسة الأرثوذكسية القديسة بولس القبطية (زابالين موكاتام)
- كنيسة القبطية الأرثوذكسية القديس سيمون التانر (زابالين، موكاتام)
- كنيسة القديسة مارك القبطية الأرثوذكسية (القاهرة الجديدة)
- كنيسة القديسة جورج القبطية الأرثوذكسية (القاهرة الجديدة)
- كنيسة القديسة غوارجيوس والقديس أنتوني القبطية الأرثوذكسية (القاهرة الجديدة)
- كنيسة القديسة مريم القبطية الأرثوذكسية (مدينة النور)
- كنيسة القديسة (بهنام) القبطية الأرثوذكسية (القاهرة القديمة)
- كنيسة القديسة كورش و القديس يوحنا القبطية الأرثوذكسية (القاهرة القديمة)
- كنيسة القديسة جورج القبطية الأرثوذكسية (القاهرة القديمة)
- كنيسة القديسة مريم القبطية الأرثوذكسية (كاسريت الريحان، القاهرة القديمة)
- كنيسة الأرثوذكسية القديسة ميركوريوس القبطية (القاهرة القديمة)
- كنيسة القديسة مايكل الكيبي القبطية الأرثوذكسية (القاهرة القديمة)
- كنيسة القديسة شينودا القبطية الأرثوذكسية (القاهرة القديمة)
- القديس ثيودور كنيسة الأرثوذكسية القبطية الشرقية (القاهرة القديمة)
- كنيسة الأرثوذكسية القديسة داميانا القبطية (أرض بابا دوبلو)
- كنيسة القبطية الأرثوذكسية القديسة ميركوريوس و القديسة داميانا (أرض ريف)
- العذراء المقدسة مريم وملاك كنيسة القبطية الأرثوذكسية (أرض شريف)
- كنيسة القديسة جورج القبطية الأرثوذكسية (خوماراواي)
- كنيسة القديسة جورج القبطية الأرثوذكسية (القليوبية)
- كنيسة القديسة مارك القبطية الأرثوذكسية (منيات الشيرق)
- كنيسة القديسة باربرا القبطية الأرثوذكسية (الشارابيا)
- كنيسة القديسة مريم القبطية الأرثوذكسية (أرض الشركة، الشرابية)
- كنيسة الأرثوذكسية القديمة (عزبة النخل، الشرابية)
- كنيسة القديسة مريم القبطية الأرثوذكسية (الكاركي)
- كنيسة الأرثوذكسية القديسة أنطونيوس القبطية (الخارجي، شبرا)
- كنيسة القديسة أثاناسيوس القبطية الأرثوذكسية (شبرا)
- الملائكة المقدسة مايكل و سانت شينودا كنيسة الأرثوذكسية القبطية (أيدبيك، شبرا)
- كنيسة القديسة مريم القبطية الأرثوذكسية (أيدبيك، شبرا)
- كنيسة الأرثوذكسية القديسة جورج (أبو الفارغ، شبرا)
- كنيسة الأرثوذكسية القديسة جورج القبطية (أبو تاكيا، هدايك شبرا)
- كنيسة الأرثوذكسية القديسة ديميانة القبطية (بابا دوبلو، شبرا)
- كنيسة القديسة مريم وكنيسة القبطية الأرثوذكسية (بابا دوبلو، شبرا)
- كنيسة القديس إبراهيم القبطية الأرثوذكسية (بيت المهابا، شبرا)
- كنيسة الأرثوذكسية القديسة مارك القبطية]] (شبرا)
- كنيسة الأرثوذكسية القديسة مريم القبطية (رود الفارغ شبرا)
- كنيسة القديسة جورج القبطية الأرثوذكسية (الجيزةرات بدران)
- الملائكة المقدسة مايكل كنيسة الأرثوذكسية القبطية (غالي)
- كنيسة الأرثوذكسية القديسة جورج (إل جيوشي، شبرا)
- كنيسة الأرثوذكسية القديسة جورج (إل جيوشي، شبرا)
- كنيسة الأرثوذكسية القديسة جورج القبطية (إل خمراويا، شبرا)
- كنيسة الأرثوذكسية القديسة جورج القبطية (خوماراواي، شبرا)
- كنيسة القديسة مريم القبطية الأرثوذكسية (هافيزيا، شبرا)
- كنيسة الأرثوذكسية القديسة جورج القبطية (السهل، شبرا)
- أبو سيفين و سانت ديميانا كنيسة الأرثوذكسية القبطية (إل تيرا البولاكيا، شبرا)
- كنيسة القديس مينة القبطية الأرثوذكسية (إل تيرا إل بولاكيا، شبرا)
- كنيسة القديسة مريم القبطية الأرثوذكسية (إل فيغوه، شبرا)
- كنيسة الأرثوذكسية القديسة جورج القبطية (جيزرات بادران، شبرا)
- كنيسة القديسة مريم القبطية الأرثوذكسية (ماهاد البنات، شبرا)
- كنيسة القديسة مريم القبطية الأرثوذكسية (مهماسها، شبرا)
- كنيسة القديسة مريم القبطية الأرثوذكسية (ماسارا، شبرا)
- الملائكة المقدسة مايكل كنيسة الأرثوذكسية القبطية (توسون، شبرا)
- كنيسة القديسة مريم القبطية الأرثوذكسية (واديهوف)
- كنيسة القديسة مريم القبطية الأرثوذكسية (واسات بالاد)
- كنيسة الأرثوذكسية القديسة ديميانة القبطية (شارع الطويل، الوايلي)
- كنيسة سانت مينة القبطية الأرثوذكسية (مدينة الاخلام، الوايلي)
- كنيسة القديسة يوحنا المعمدانة القبطية الأرثوذكسية (الغبال الأحمير)
- الملائكة المبارزة مايكل كنيسة الأرثوذكسية القبطية (هادايق الكوبة)
- كنيسة القديسة أبو سيفين القبطية الأرثوذكسية (هاديق الكوبة)
- كنيسة القديسة مريم القبطية الأرثوذكسية (هاديق الكوبة)
- كنيسة الأرثوذكسية القديسة جورج القبطية (حمامة الكوبة)
- كنيسة القديسة مريم القبطية الأرثوذكسية (إزبات مانسور)
- كنيسة الأرثوذكسية القديسة ميركوريوس القبطية (إزبات مانسور)
- كنيسة القديسة مريم القبطية الأرثوذكسية (إزبات القسايارين)
- كنيسة الأرثوذكسية القديسة جورج القبطية (مانشيت السدر، الويلي)
- الملائكة المقدسة مايكل كنيسة الأرثوذكسية القبطية ("الزهير")
- كنيسة الأرثوذكسية القديسة جورج القبطية (إل مانسي)، إل زاهر
- كنيسة القديسة مريم القبطية الأرثوذكسية (زمالك)
- كنيسة الأرثوذكسية القديسة جورج القبطية (أرض الجينينا، الزاوية الحمراء)
- العذراء مريم كنيسة الأرثوذكسية القبطية (زيتون)
- كنيسة الأرثوذكسية القبطية (زيتون)
- كنيسة ماري يوهانا الحبيب القبطية الأرثوذكسية (هيلمييت، زيتون)
- كنيسة الأرثوذكسية القديسة تيموثي (هيلمييت، زيتون)

## أبرشياتإقليم الدلتاوالبحيرةوالقليوبيةوالشرقية
- كنيسة الأركانجولية القبطية الأرثوذكسية (دمنهور البحيرة)

- كنيسة الأرثوذكسية القديسة جورج (دمنهور البحيرة)
- العذراء المقدسة مريم كنيسة الأرثوذكسية القبطية (دامييتا)
- كنيسة الأركانجولية القبطية الأرثوذكسية (مانسوورا، الدقهلية)
- القديس أنطونيوس و القديس بولس الراشد كنيسة الأرثوذكسية القبطية (مانسوورا، الدقهلية)
- كنيسة الأرثوذكسية القديسة داميانا القبطية (مانسوورا، الدقهلية)
- كنيسة الأرثوذكسية القديسة جورج القبطية (مانسوورا، الدقهلية)
- كنيسة القديسة مريم القبطية الأرثوذكسية (مانسوورا، الدقهلية)
- كنيسة المقدسة مريم القبطية الأرثوذكسية (داقادوس -  (ميت غامر) الدقهلية)
- كنيسة القديسة مريم القبطية الأرثوذكسية ((سنبيللاين) الدقهلية)
- كنيسة الأرثوذكسية القبطية (داميرا - تالخة، الدقهلية)
- القديس جورج الشهيد الجديد كنيسة الأرثوذكسية القبطية (تابانوها - تالخة، الدقهلية)
- كنيسة الأرثوذكسية القديسة داميانا القبطية (المحله الكوبرا، الغربية)
- كنيسة الأرثوذكسية القديسة جورج القبطية (المحله الكوبرا، الغربية)
- كنيسة القديسة مريم القبطية الأرثوذكسية (المحله الكوبرا، الغربية)
- كنيسة الأرثوذكسية القديسة أنطونية القبطية (المحله الكوبرا، الغربية)
- كنيسة القديس مينة القبطية الأرثوذكسية (المحله الكوبرا، الغربية)
- كنيسة الأرثوذكسية القبطية (المحله الكوبرا، الغربية)
- كنيسة الأرثوذكسية القديسة سيريل القبطية (المحله الكوبرا، الغربية)
- كنيسة القديسة ريبيكا القبطية الأرثوذكسية (سنبات، الغربية)
- كنيسة الأرثوذكسية القديسة أبانوب القبطية (سامانود، الغربية)
- كنيسة الأرثوذكسية القبطية (تانتا، الغربية)
- كنيسة الأرثوذكسية القديسة جورج القبطية (تانتا، الغربية)
- كنيسة الأرثوذكسية القديسة جورج القبطية (بيرما- تانتا، الغربية)
- كنيسة القديسة مريم القبطية الأرثوذكسية (إبيار - تانتا، الغربية)
- كنيسة الأرثوذكسية القديسة مناس القبطية (تانتا، الغربية)
- كنيسة الأرثوذكسية القديسة ميركوريوس القبطية (زفتا الغربية)
- الملائكة المقدسة مايكل كنيسة الأرثوذكسية القبطية (المنوفية)
- كنيسة الأرثوذكسية القديسة جورج القبطية (مينوف، المنوفية)
- كنيسة الأرثوذكسية القديسة جورج القبطية (شيبين الكاوم المنوفية)
- كنيسة القديسة مريم القبطية الأرثوذكسية (شيبين الكاوم المنوفية)
- كنيسة الأرثوذكسية القديسة سارةبمن القبطية (شيبين الكاوم المنوفية)
- كنيسة الأرثوذكسية القديسة جورج القبطية (توخ دالاكا، المنوفية)
- كنيسة القديسة مريم القبطية الأرثوذكسية (مستورود، القليوبية)
- كنيسة الأرثوذكسية القديسة فيلوتيوس القبطية (سانهيرا، القليوبية)
- كنيسة الأرثوذكسية القبطية (كفر يوسف سامري، الشرقية)
- كنيسة الأرثوذكسية القديسة جورج القبطية (منيا القام، الشرقية)
- كنيسة الأرثوذكسية القبطية (شنتانا الهاجر الشرقية)
- كنيسة الأركانجولية القبطية الأرثوذكسية (زاجازيغ الشرقية)
- كنيسة الأرمنية الأرثوذكسية للصليب المقدس (زاجازيغ الشرقية)
- كنيسة الأرثوذكسية القديمة القديمة (زاجازيغ الشرقية)
- كنيسة الأرثوذكسية القبطانية القديسة جورج وتكلا هايمانوت (زاجازيغ الشرقية)

## كنائسالفيوم
- كنيسة رئيس الملائكة القبطية الأرثوذكسية (الفيوم)
- كنيسة السيدة العذراء مريم القبطية الأرثوذكسية (الفيوم)
- كنيسة القديسة دميانة القبطية الأرثوذكسية (الفيوم)
- كنيسة القديس جورج القبطية الأرثوذكسية (الفيوم)
- كنيسة القديس يوسف القبطية الأرثوذكسية (الفيوم)
- كنيسة القديس مينا القبطية الأرثوذكسية (الفيوم)
- كنيسة القديسة مريم والقديس مرقوريوس والقديس إبراهيم القبطية الأرثوذكسية (الفيوم)
- كنيسة القديس مرقوريوس القبطية الأرثوذكسية (الفيوم)
- كنيسة القديس ثيودورس القبطية الأرثوذكسية (الفيوم)

## كنائسبني سويف
- كاتدرائية العذراء القبطية الأرثوذكسية (بني سويف)
- كنيسة القديس جورج القبطية الأرثوذكسية (ببا، بني سويف)
- كنيسة القديس أنطونيوس القبطية الأرثوذكسية (إهناسيا) (مدمرة)

## كنائسالمنياوالأشمونين
- كاتدرائية القديس مرقس القبطية الأرثوذكسية (المنيا)

- كنيسة السيدة العذراء القبطية الأرثوذكسية الجنائزية (أنتينوبوليس)
- كنيسة القديس يوحنا الكهفية القبطية الأرثوذكسية (أنتينوبوليس)
- كنيسة القديس ثيودورس القبطية الأرثوذكسية (البهنسا)
- كنيسة الدير القبطية الأرثوذكسية (دير البرشا)
- مقابر كنيسة البرشا (دير أبو فام) القبطية الأرثوذكسية (دير البرشا)
- كنيسة في مقبرة عرارة (دير البرشا)
- القديس كولوثوس (الأنبا كلوج) كنيسة القبطية الأرثوذكسية (الفنط)
- كنيسة السيدة العذراء القبطية الأرثوذكسية (جبل الطير)
- كنيسة الكهف للقديس يوحنا القصير (دير أبو حنس)
- كنيسة السيدة العذراء القبطية الأرثوذكسية (مناهرة)
- كنيسة الرسل القديسين القبطية الأرثوذكسية (المنيا)
- كنيسة القديس جورج القبطية الأرثوذكسية (المنيا)
- كنيسة القديس موسى الأسود القبطية الأرثوذكسية (المنيا)
- كنيسة القديس اسخرون القبطية الأرثوذكسية - (بياهو، سمالوط)
- كنيسة القديس ثيودورس القبطية الأرثوذكسية (دير السنقورية)
- كنيسة القديس حور القبطية الأرثوذكسية (سوادة)
- كنيسة العذراء مريم والأنبا إبراهيم القبطية الأرثوذكسية (دلجا، دير مواس) (دمرت عام 2013)
- كنيسة مارمينا القبطية الأرثوذكسية (المنيا) (دمرت عام 2013)

## كنائسأسيوط
- كاتدرائية رئيس الملائكة ميخائيل القبطية الأرثوذكسية (أسيوط)
- كنيسة القديسة فويبامون (أبي فام) القبطية الأرثوذكسية (أبنوب)
- كنيسة القديس مرقس القبطية الأرثوذكسية (أسيوط)
- كنيسة القديس مقار القبطية الأرثوذكسية (أسيوط)
- كنيسة السيدة العذراء مريم القبطية الأرثوذكسية (البداري)
- كنيسة القديس شنودة القبطية الأرثوذكسية - (البداري)
- كنيسة القديس جورج القبطية الأرثوذكسية (أسيوط) (أحرقت عام 2013 وأعيد بناؤها)
- كنيسة القديس أباتير القبطية الأرثوذكسية (أسيوط)
- كنيسة القديس جورج القبطية الأرثوذكسية (بني مر)
- كنيسة السيدة العذراء مريم والقديس ثاؤدورس القبطية الأرثوذكسية (دير رفاعة)
- كنيسة رئيس الملائكة القبطية الأرثوذكسية (درنكة)
- كنيسة السيدة العذراء مريم القبطية الأرثوذكسية (درنكة)
- كنيسة القديس مرقوريوس القبطية الأرثوذكسية (مائير)
- كنيسة القديس مرقوريوس القبطية الأرثوذكسية (شطب)
- كنيسة القديس ثيرابون (أبو تربو) القبطية الأرثوذكسية (الزاوية)
- الكنائس القبطية الأرثوذكسية (شطب) (مدمرة)

## كنائسسوهاج
- كنيسة الشهيد العظيم مارجرجس بسوهاج (كاتدرائية)
- كنيسة السيدة العذراء مريم القبطية الأرثوذكسية - (محافظة سوهاج)
- كنيسة القديس إبراهيم القبطية الأرثوذكسية (محافظة سوهاج)
- كنيسة القبطية الأرثوذكسية القديسة بيسادا (محافظة سوهاج)
- كنيسة القديسة دميانة القبطية الأرثوذكسية (محافظة سوهاج)
- كنيسة أبونا يسى القبطية الأرثوذكسية - (تيما)
- كنيسة القديس مارجرجس القبطية الأرثوذكسية (محافظة سوهاج)
- كنيسة القديس مرقس القبطية الأرثوذكسية (محافظة سوهاج)

## كنائسقنا
- كاتدرائية القديسة مريم القبطية الأرثوذكسية (نجع حمادي)
- كنيسة القديس مينا القبطية الأرثوذكسية (هيون)
- كنيسة السيدة العذراء مريم القبطية الأرثوذكسية (قنا)
- كنيسة القديس مرقوريوس القبطية الأرثوذكسية (قامولا)
- كنيسة القبطية الأرثوذكسية (دندرة) (مدمرة)
- كنيسة القديس جاورجيوس القبطية الأرثوذكسية - (قامولا، نقادة)
- كنيسة القديس يوحنا القبطية الأرثوذكسية - (قامولا، نقادة)
- كنيسة القديسة مريم القبطية الأرثوذكسية - (قامولا، نقادة)
- كنيسة القديس شنودة القبطية الأرثوذكسية - (قامولا، نقادة)
- كنيسة القديس ثيودور القبطية الأرثوذكسية (قامولا، نقادة)
- كنيسة القديس فيكتور القبطية الأرثوذكسية (قامولا، نقادة)

## كنائسالإسماعيلية
- كنيسة الشهيد جورج القبطية الأرثوذكسية - (بورفؤاد)
- كنيسة القديس مرقوريوس القبطية الأرثوذكسية (محافظة الإسماعيلية)
- كنيسة القديس جورج القبطية الأرثوذكسية - (القنطرة الغربية، محافظة الإسماعيلية)

## كنائسبورسعيد
- كنيسة القبطية الأرثوذكسية القديس مرقس (محافظة بورسعيد)

## كنائسالأقصر
- كنيسة القديس أبشاي القبرين القبطية الأرثوذكسية بمعبد الطود (معبد الطود)
- كنيسة القبطية الأرثوذكسية في معبد الكرنك (مدمرة)
- كنيسة القبطية الأرثوذكسية في معبد الأقصر (مدمرة)
- كنيسة القبطية الأرثوذكسية في معبد المداموت (مدمرة)
- كنيسة القديس ميخائيل القبطية الأرثوذكسية
- كنيسة القديس أنطونيوس القبطية الأرثوذكسية (دير الميمون)
- كنيسة القديس مرقوريوس القبطية الأرثوذكسية (دير الميمون)

## كنائسأسوان
- كاتدرائية رئيس الملائكة ميخائيل القبطية الأرثوذكسية (أسوان)
- كنيسه الثلاث فتيه طريق التامين(أسوان)
- كنيسة الشهيد مارجرجس شارع البركه (اسوان)
- كنيسة العزراء مريم شارع عباس فريد (اسوان)
- كنيسة ابو سيفين شرق (أسوان)
- كنيسه مار مرقص الرسول السيل (اسوان)
- كنيسة مريم و الانبا بولا المسله الناقصة (اسوان)

## كنائسالبحر الأحمر
- كنيسة الشهيد العظيم مارمينا بالغردقة
- كنيسة مارمرقس القبطية الأرثوذكسية، الغردقة، البحر الأحمر

## كنائسجنوب سيناء
- كنيسة القديس جاورجيوس والقديس مينا القبطية الأرثوذكسية - (رأس سدر)
- كنيسة موسى النبي والقديس مرقس القبطية الأرثوذكسية (الطور)
- كنيسة القديسة مريم والقديس مينا القبطية الأرثوذكسية (محافظة شرم الشيخ)
- كنيسة السماعين القبطية الأرثوذكسية - (حي النور،محافظة شرم الشيخ)
- القديس يوحنا الحبيب وكنيسة القبطية الأرثوذكسية المعمدان

## كنائسشمال سيناء
- كنيسة السيدة العذراء والملاك ميخائيل في منطقة ضاحيه السلام (مقر المطرانية)
- كنيسة السيدة العذراء والشهيد ابانوب بئر العبد
- كنيسة مارمينا والبابا كيرلس في المساعيد بالعريش
- كنيسة السيدة العذراء مريم والشهيد ابوسيفين في حي الصفا بالعريش
- كنيسة الشهيد مارجرجس في منطقه وسط البلد بشارع ٢٣ يوليو

## صور كنائس

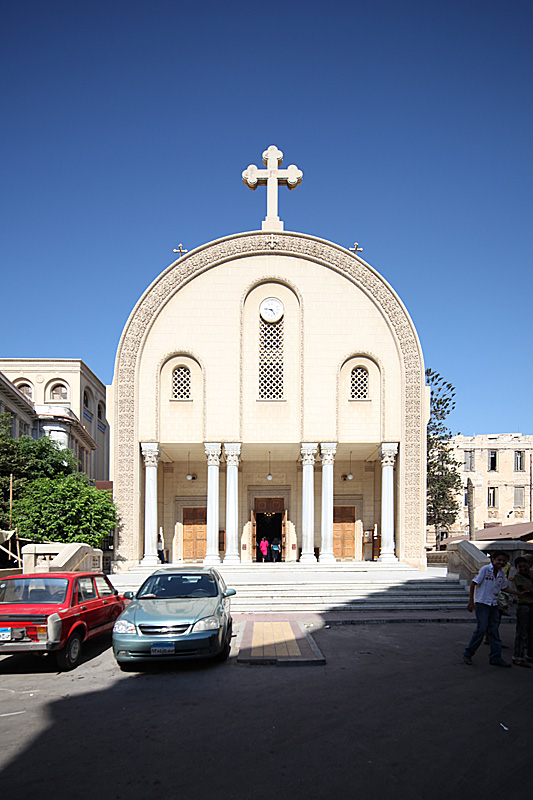
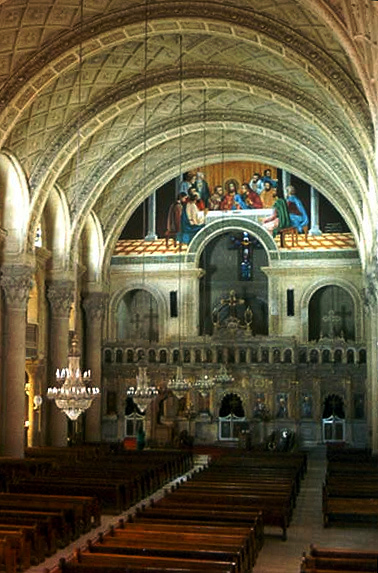
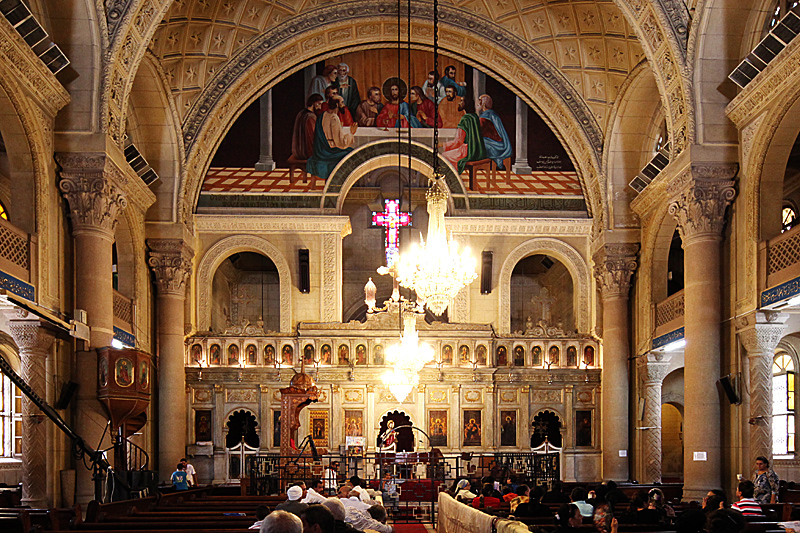
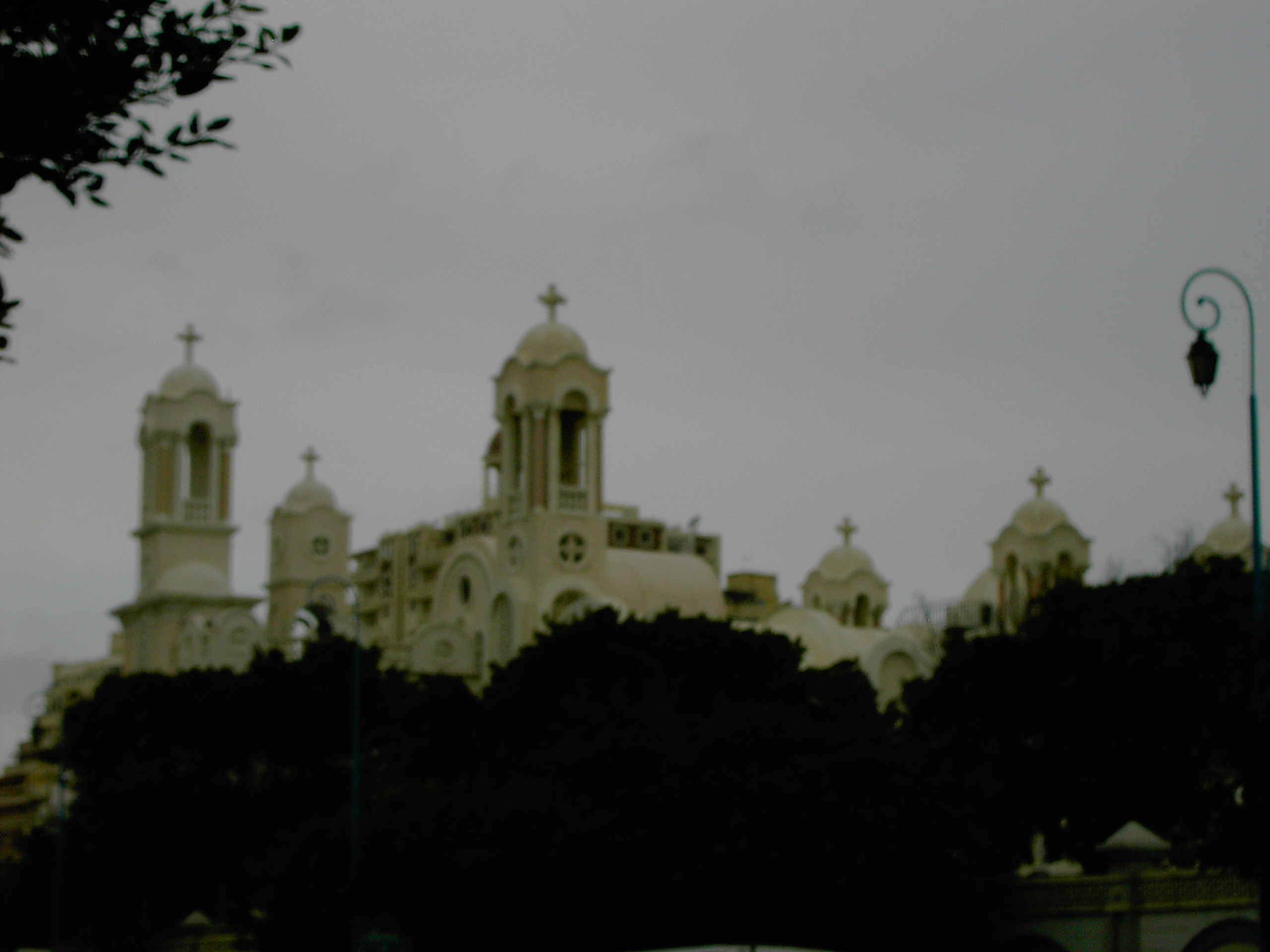
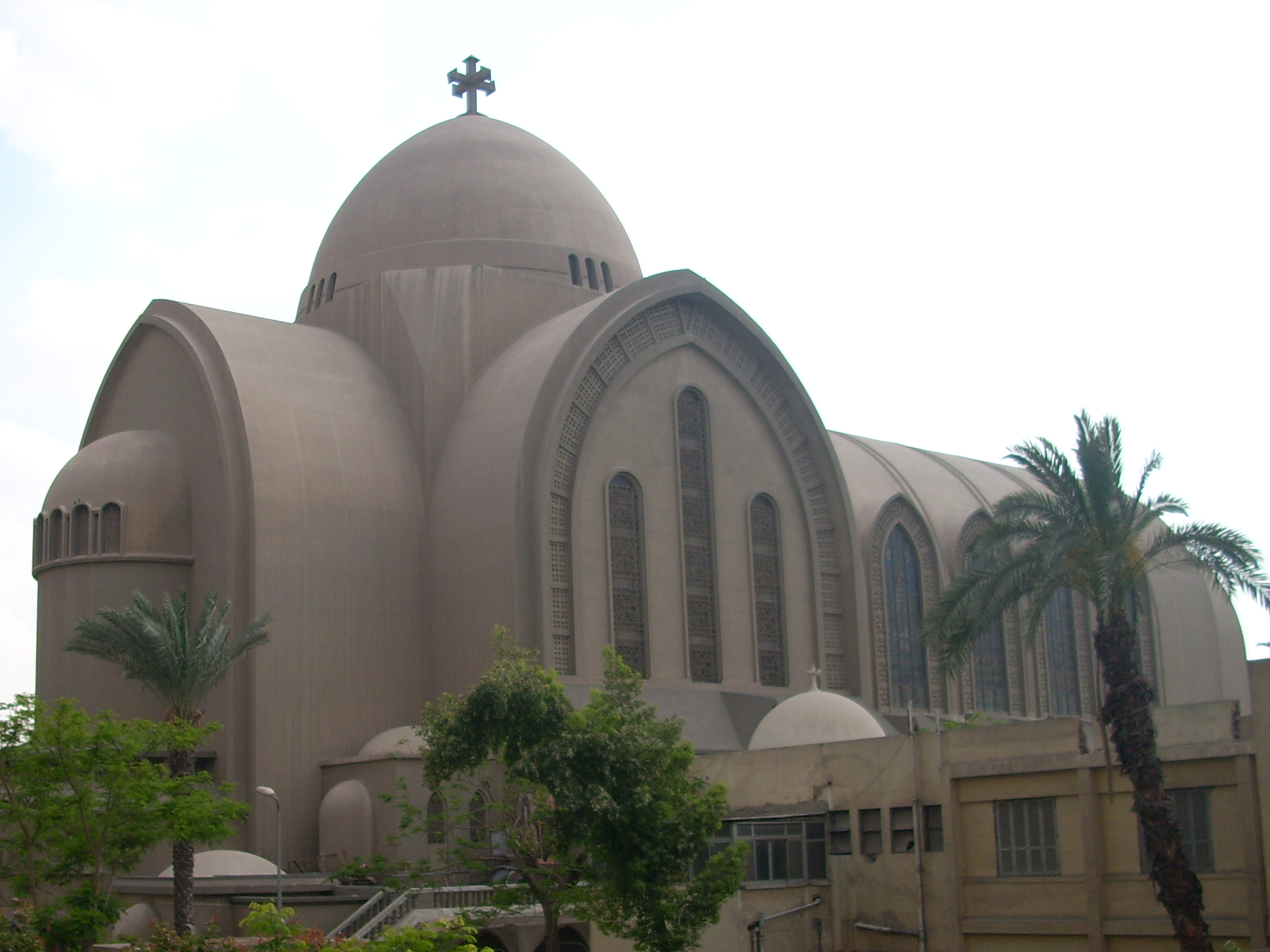
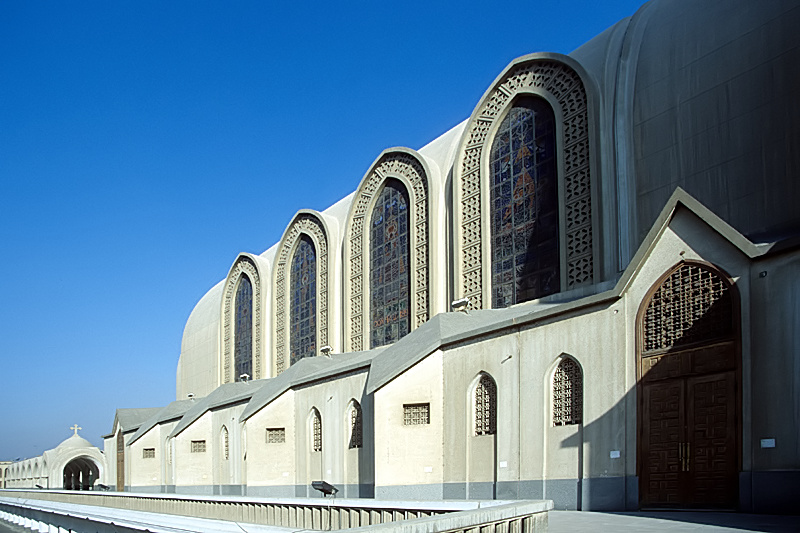
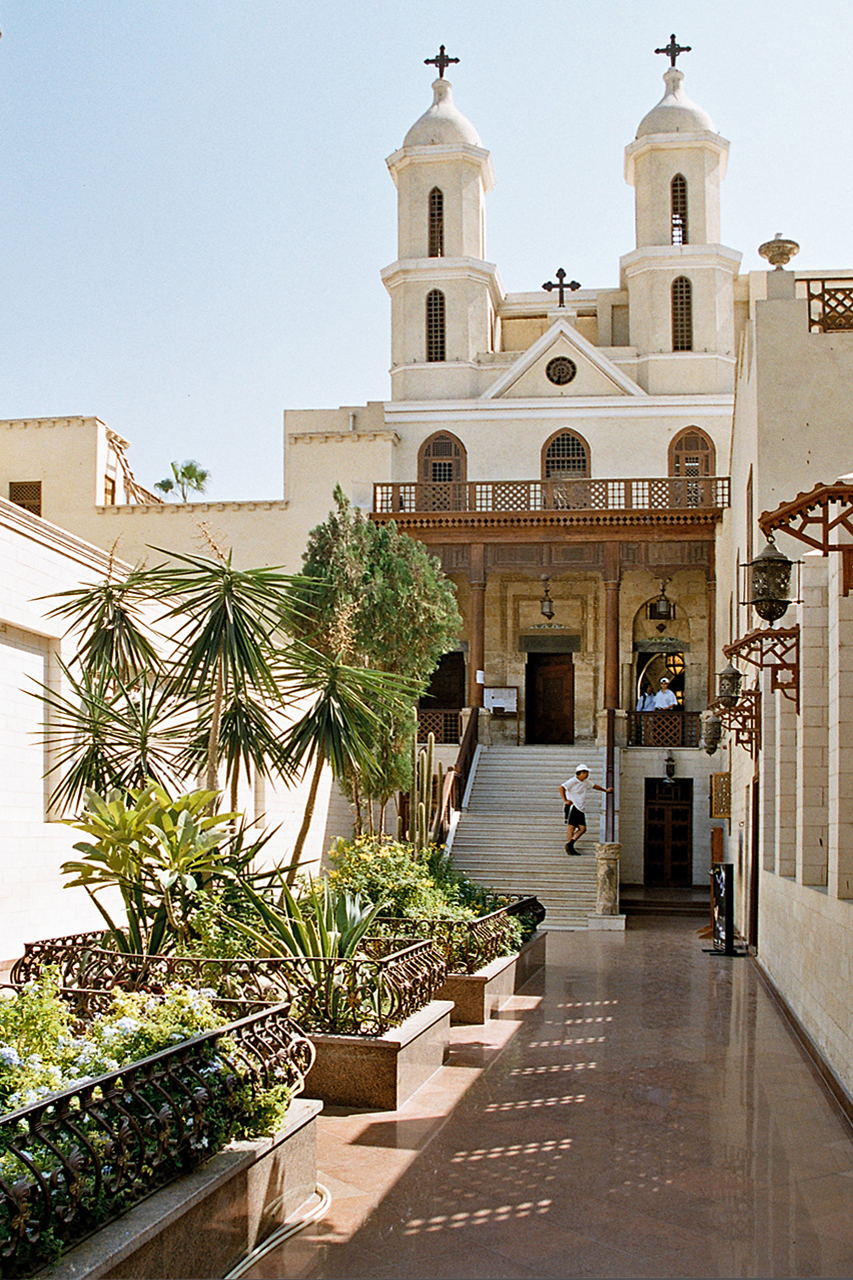
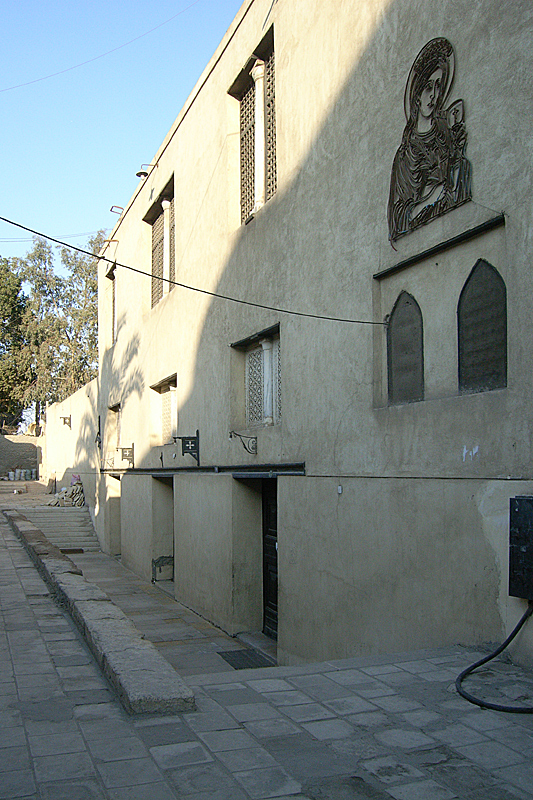
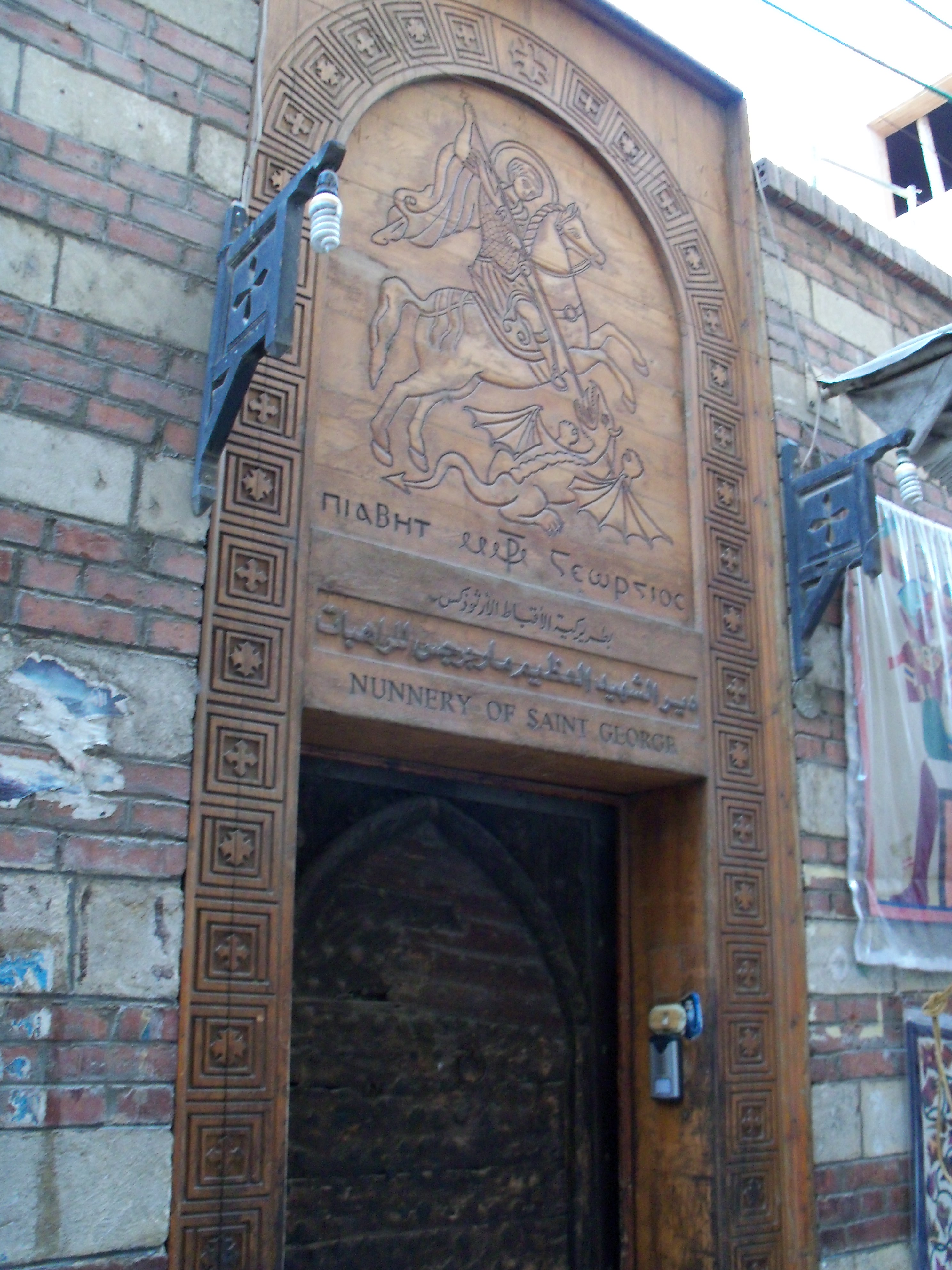
دير الراهبات القبطية الأرثوذكسية مارجرجس (القاهرة القبطية)
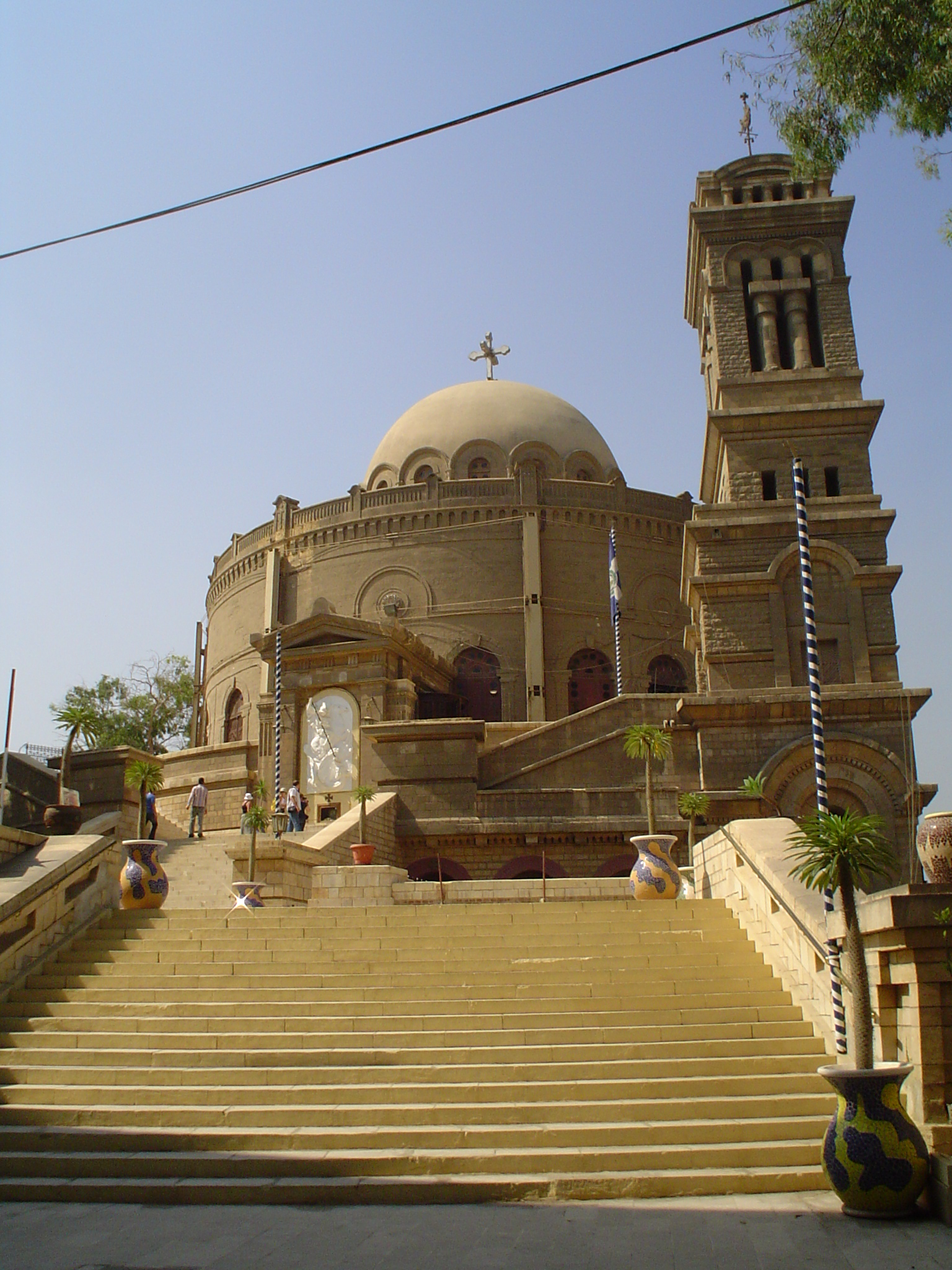
كنيسة القديس جاورجيوس للروم الأرثوذكس (القاهرة القبطية)
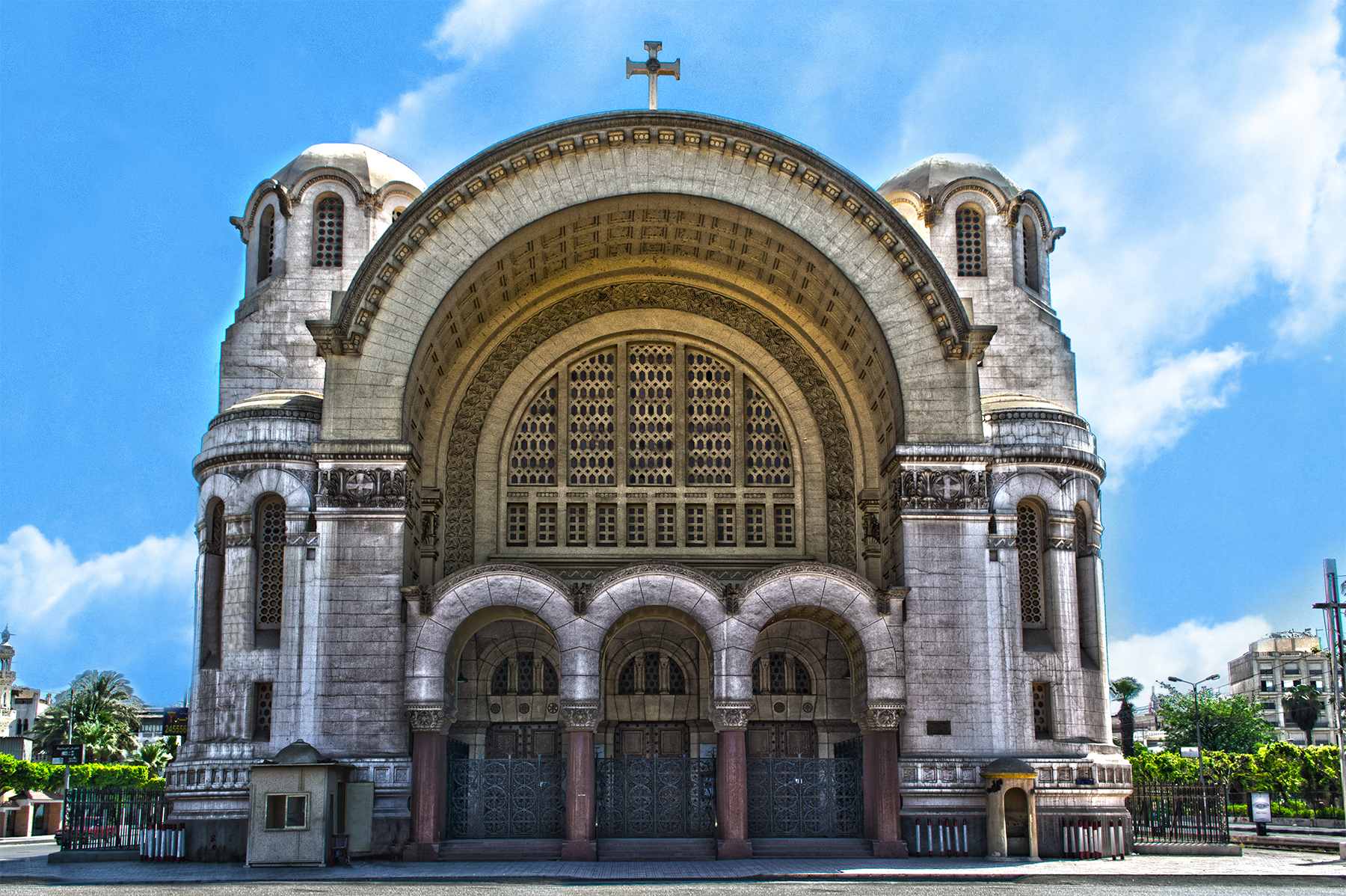
كنيسة القديس مرقس القبطية الأرثوذكسية (مصر الجديدة)
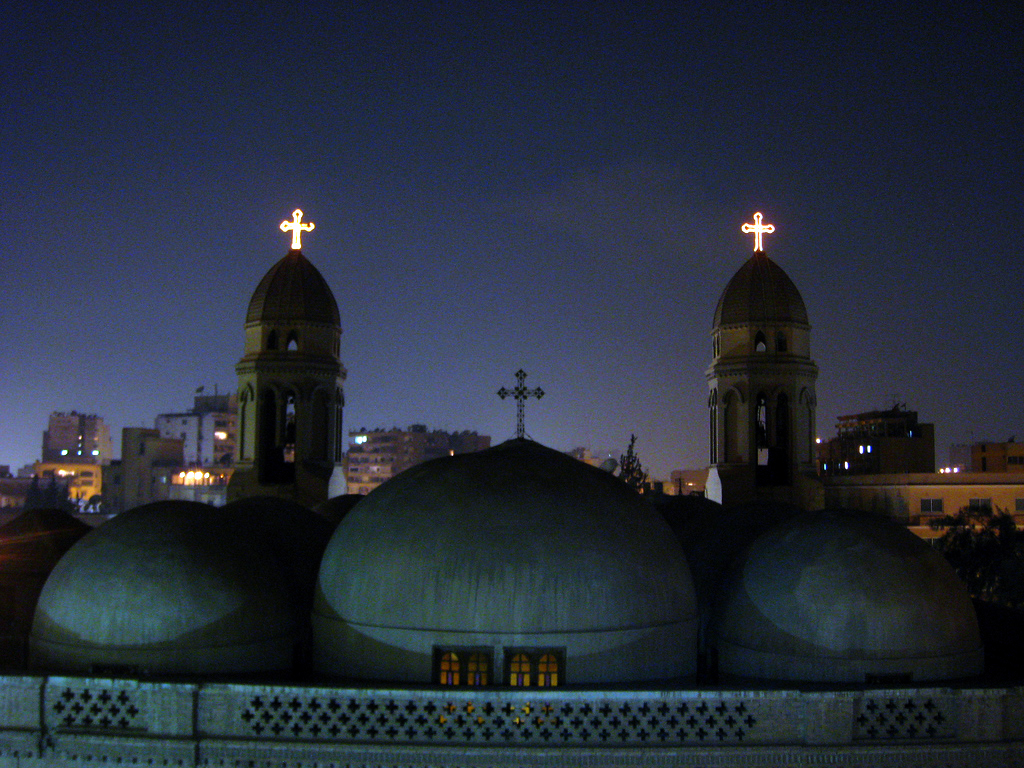
كنيسة القديس مرقس القبطية الأرثوذكسية (كليوباترا، مصر الجديدة)
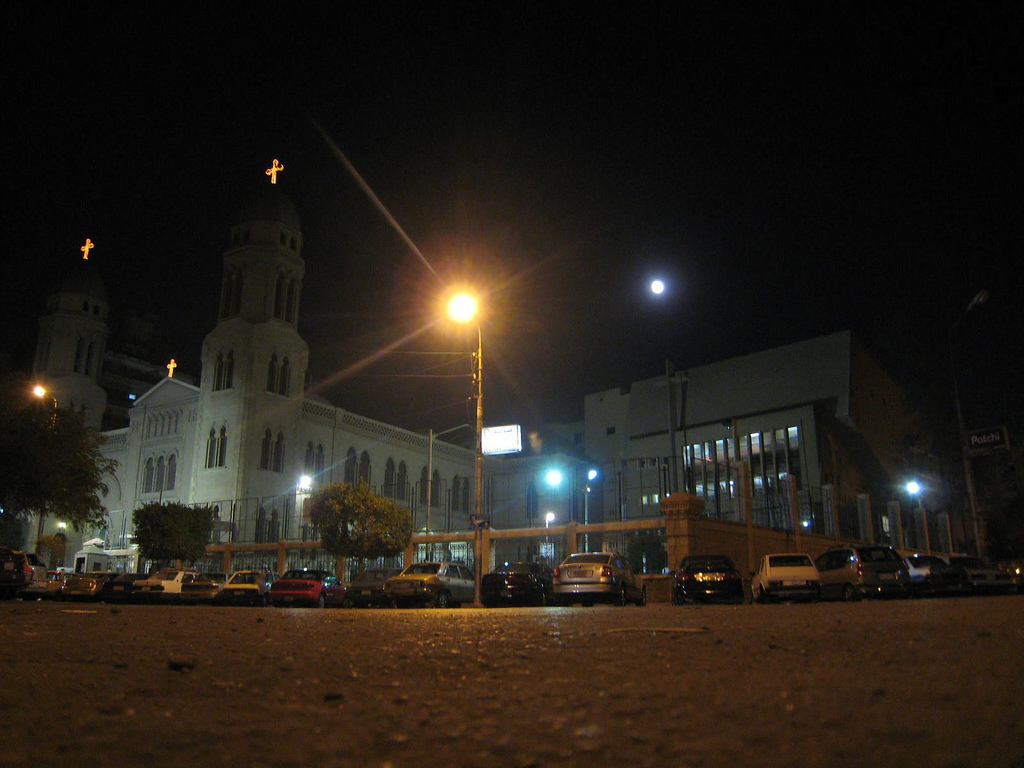
كنيسة القديس مرقس القبطية الأرثوذكسية (القاهرة)
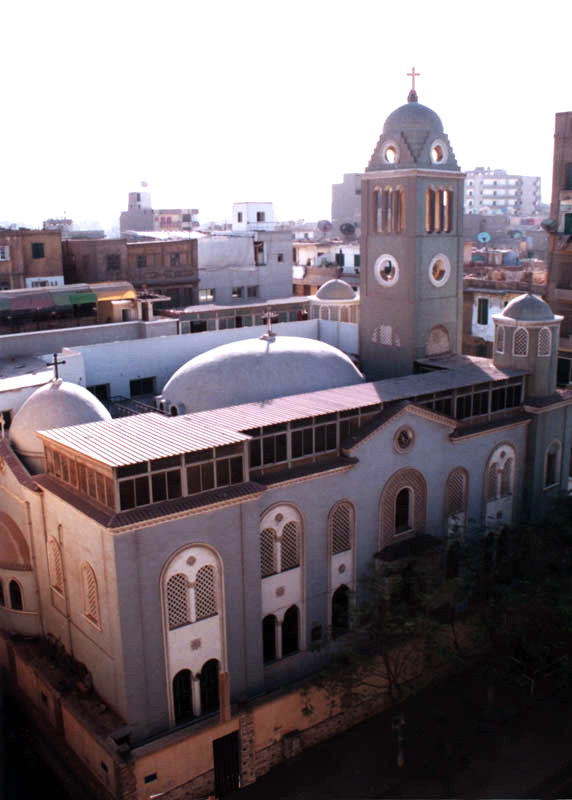
كنيسة القديسة مريم القبطية الأرثوذكسية - (المسرة، شبرا)
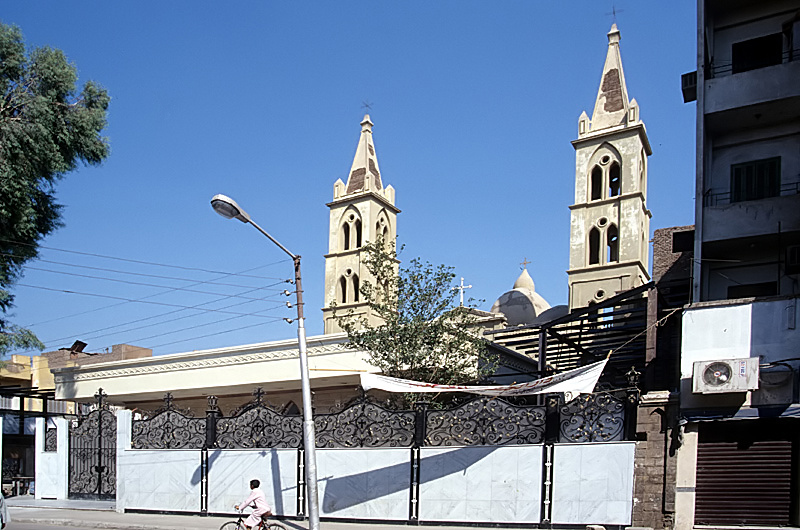
كنيسة القديسة مريم القبطية الأرثوذكسية (الأقصر)
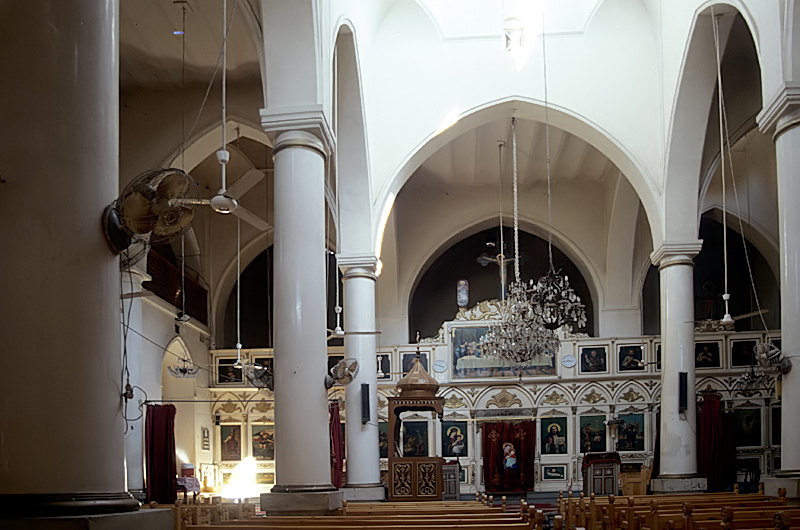
كنيسة القديسة مريم القبطية الأرثوذكسية (الأقصر)
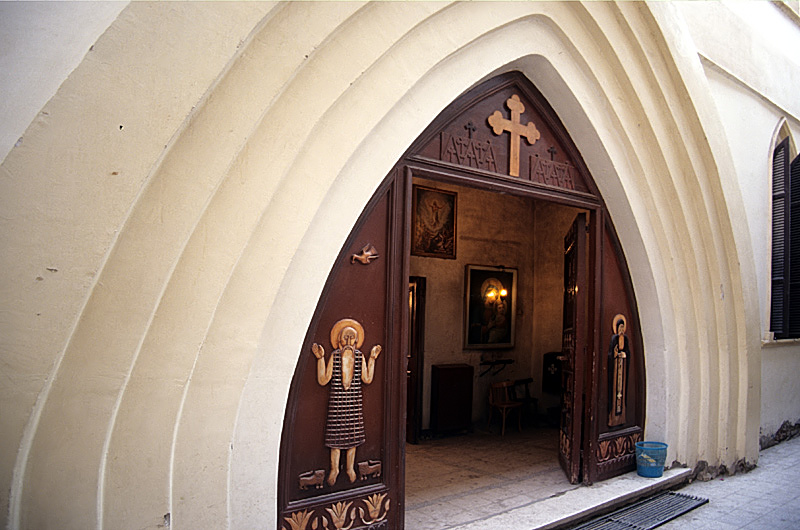
كنيسة القديس أنطونيوس القبطية الأرثوذكسية (الأقصر)
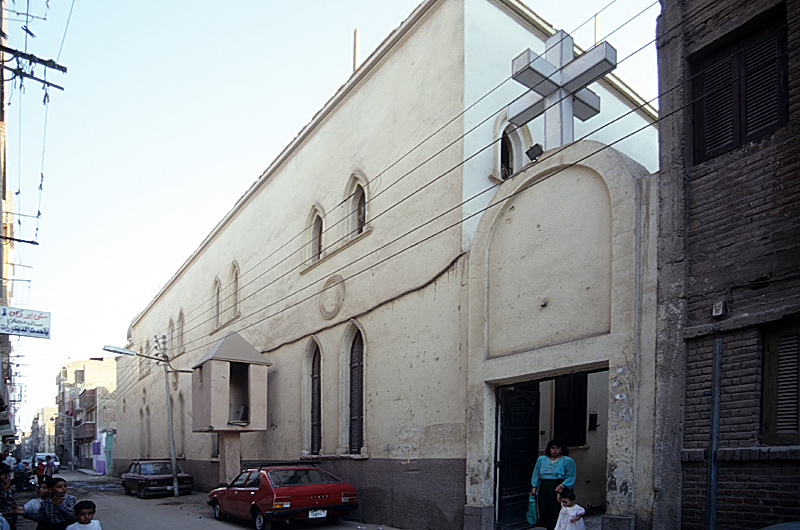
كنيسة القديس أنطونيوس القبطية الأرثوذكسية (الأقصر)
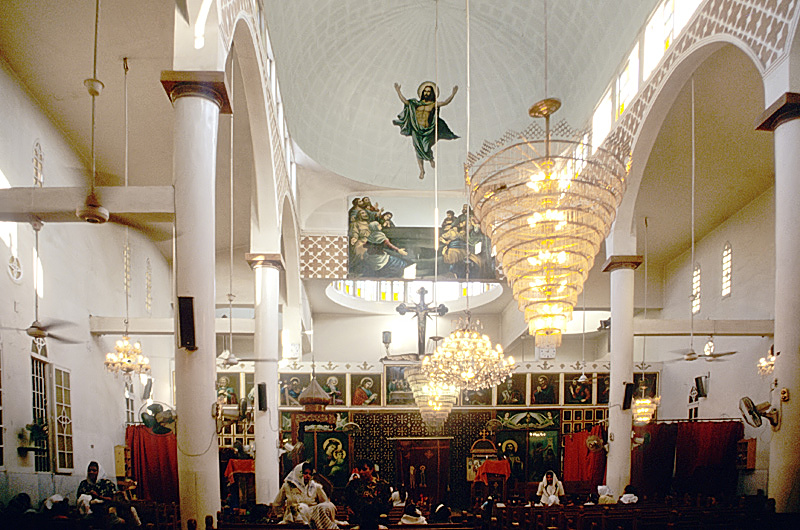
كنيسة القديس أنطونيوس القبطية الأرثوذكسية (الأقصر)
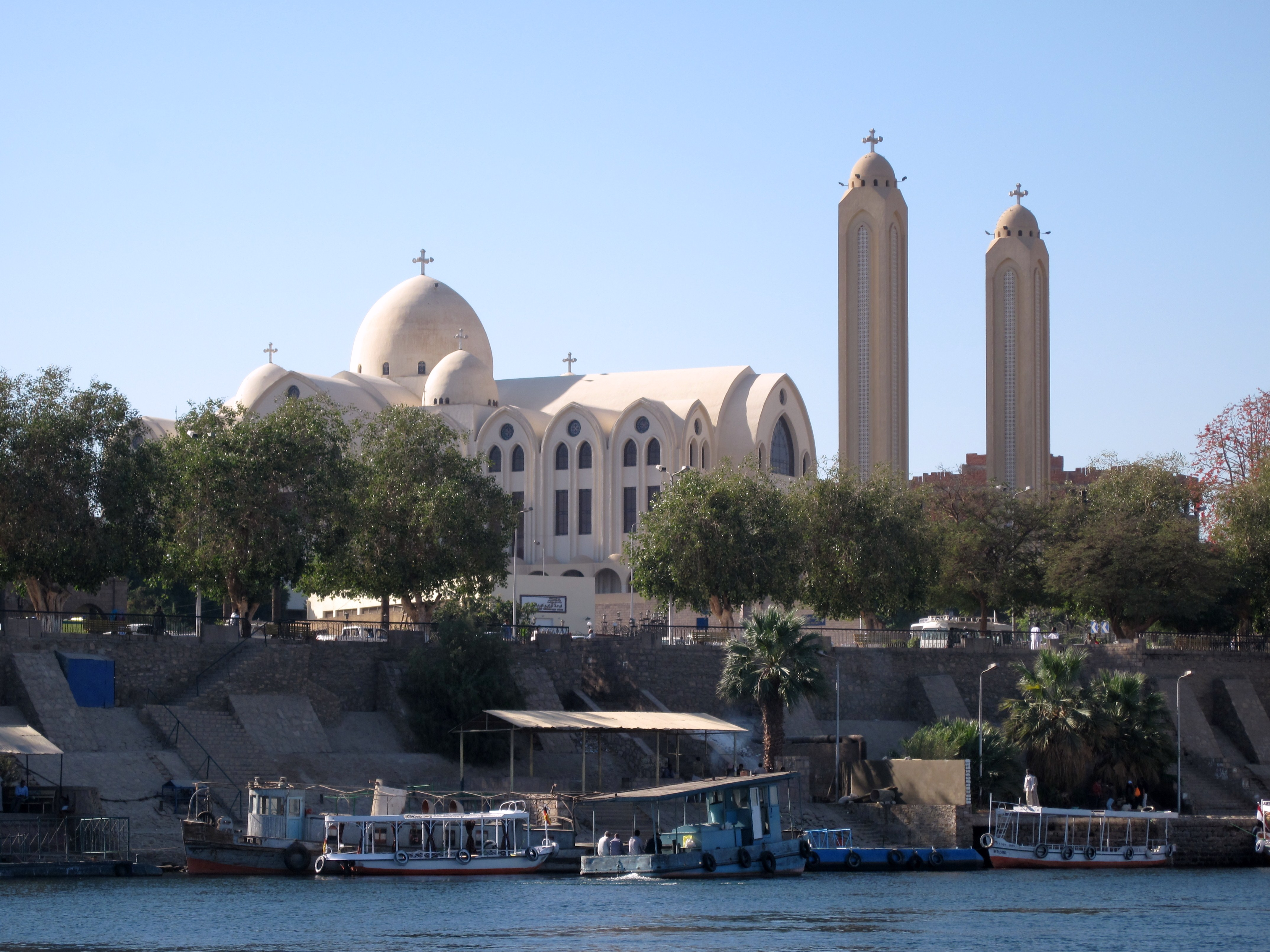
كاتدرائية رئيس الملائكة ميخائيل القبطية الأرثوذكسية (أسوان)
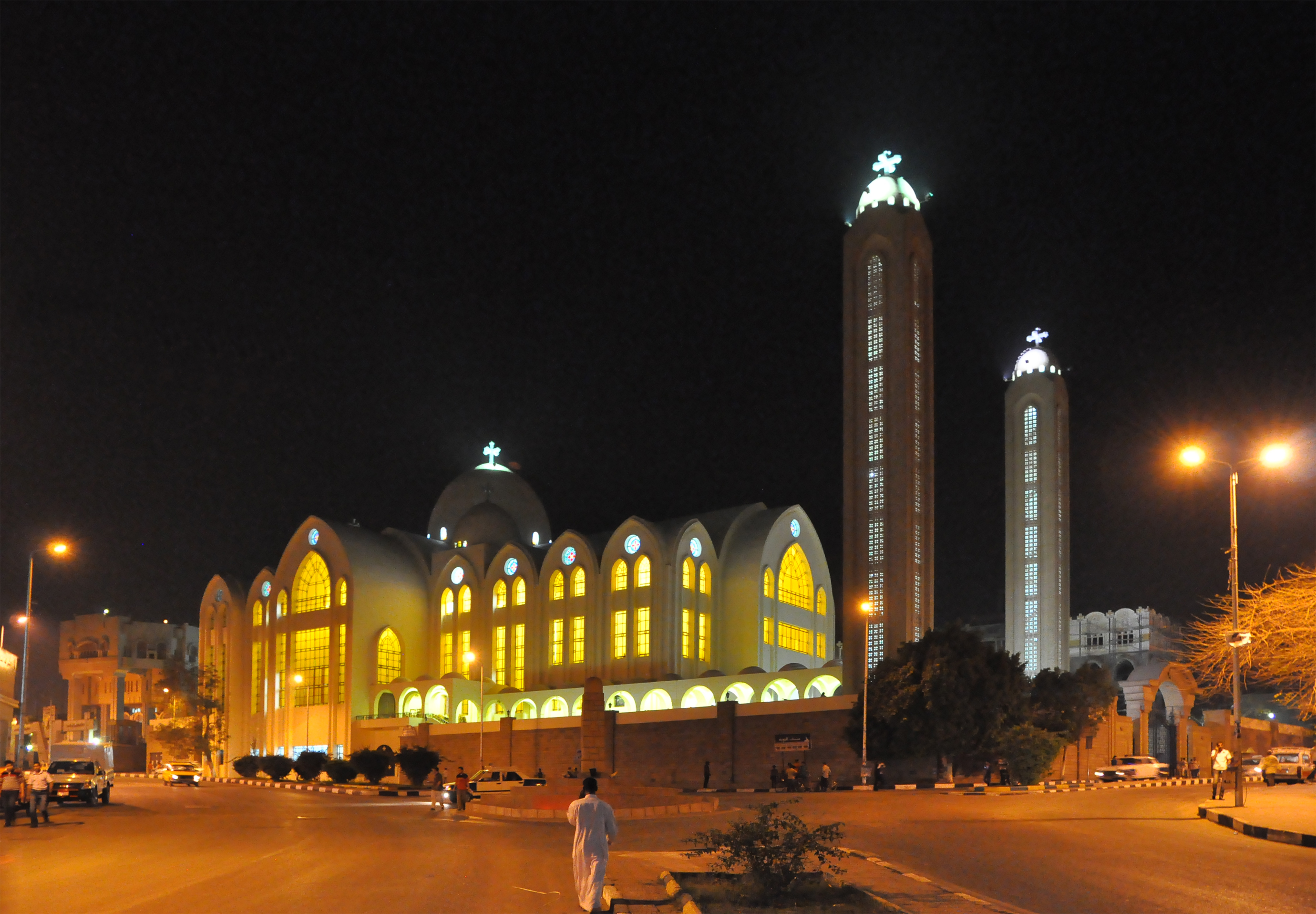
كاتدرائية رئيس الملائكة ميخائيل القبطية الأرثوذكسية (أسوان)
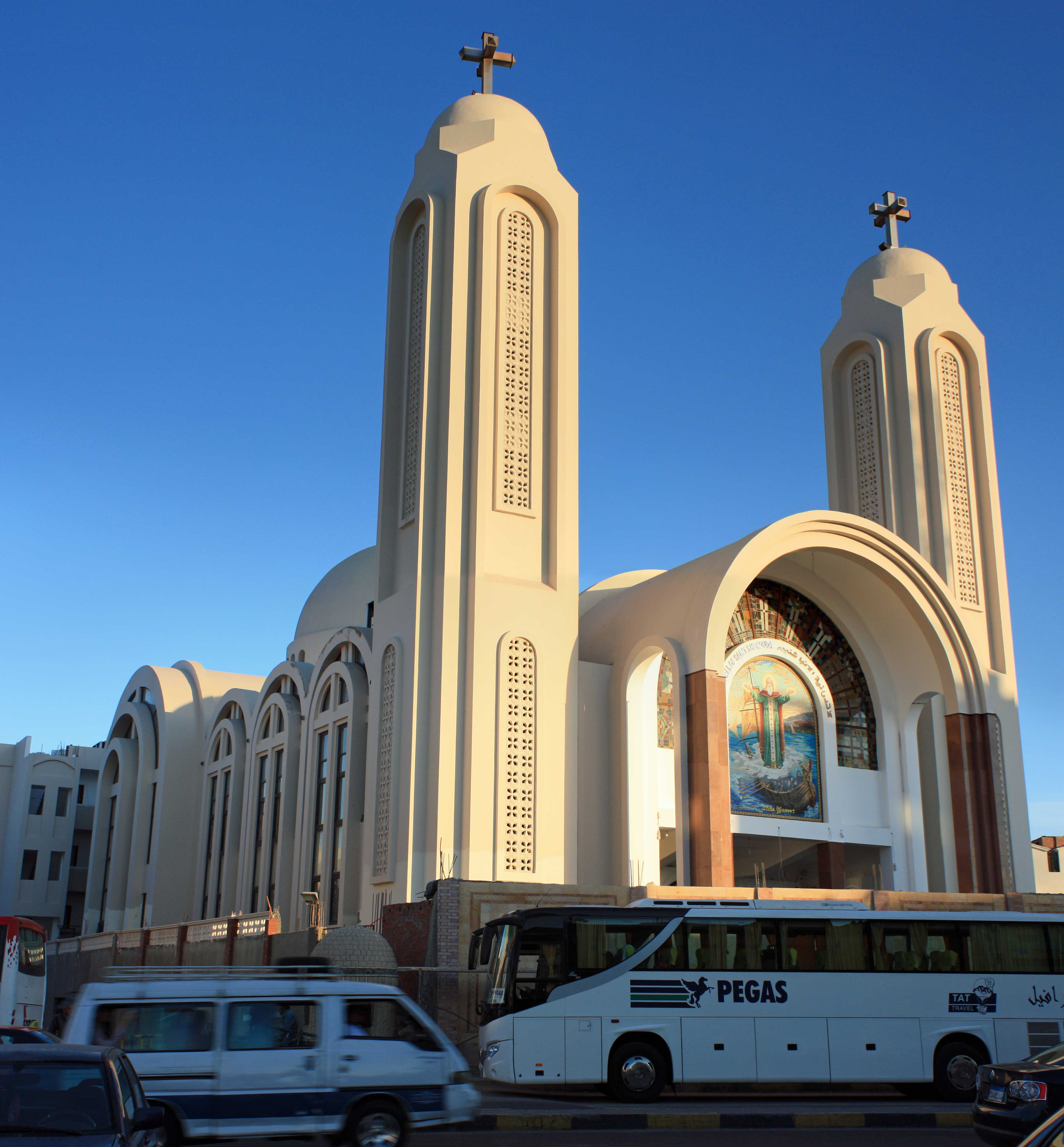
كنيسة القديس شنودة القبطية الأرثوذكسية (الغردقة)

## أنظر أيضا
- قائمة الأديرة القبطية
- قائمة الكنائس القبطية الأرثوذكسية في أستراليا
- قائمة الكنائس القبطية الأرثوذكسية في كندا
- قائمة الكنائس القبطية الأرثوذكسية في الولايات المتحدة
- كنيسة القبطية الأرثوذكسية في أستراليا
- كنيسة القبطية الأرثوذكسية في أمريكا الجنوبية
- كنيسة القبطية الأرثوذكسية في آسيا
- مطرانية الأقباط الأرثوذكس بالقدس
- كنيسة القبطية الأرثوذكسية في بريطانيا وإيرلندا
- كنيسة القبطية الأرثوذكسية الفرنسية